# Suðureyri
Suðureyri är en ort i republiken Island.  Den ligger i regionen Västfjordarna, i den västra delen av landet, 230 km norr om huvudstaden Reykjavik. Antalet invånare är 278.

## Historia
De första permanenta husen i Suðureyri byggdes omkring 1900. Fisket var av särskild ekonomisk betydelse de följande åren. 1996 slogs den tidigare självständiga kommunen Suðureyri samman med fem andra kommuner för att bilda Ísafjarðarbær.

## Kommunikationer
Avståndet till Ísafjörður är 23 km med bil och till Reykjavík är det 500 km. Suðureyri är anslutet till de närliggande orterna genom ett 10 km långt nätverk av tunnlar byggt 1996. Det finns en regelbunden bussförbindelse till och från Ísafjörður.

## Kyrkor
1937 byggdes Suðureyrarkirkja. Auður Eir Vilhjálmsdóttir, Islands första kvinnliga pastor, arbetade här en tid. Kyrkans altartavla är ett verk av den isländska målaren Brynjólf Þórðarson.
Staðarkirkja, byggd 1886, ligger 2 km bort vid Staður gård i Staðardalur. Den renoverades 1990 och innehåller olika konstverk, inklusive en predikstol och altartavla från 1700-talet, en klocka från 1602 och en dopfunt i mässing daterad 1487.